# حذف (زبان‌شناسی)
در زبان‌شناسی به جا انداختن یک یا چند صدا (مانند واکه، همخوان یا یک هجای کامل) در یک کلمه یا عبارت حذف می‌گویند. این روند گاهی برای راحت‌تر شدن تلفظ کلمات رخ می‌دهد.
حذف تاریخی و حذف ساختاری دو شکل فرایند حذف در زبان هستند. در حذف تاریخی با گذشت زمان و در دوره‌های تاریخی مختلف واحدی زنجیری در پی قواعد تاریخی-زبانی مشخصی از زنجیره‌های آوایی معین حذف می‌شود. در زبان فارسی حذف تاریخی باعث تغییر لغات زردک و نامک شده که به مرور همخوان کامی (یا نرمکامی)، بیواک و انسدادی خود را از دست داده و با تغییر /a/ به /e/ به زرده و نامه بدل شده‌اند. بر اثر همین فرایند، واژگانی همچون امرداد و اشتر به مرداد و شتر تبدیل گشته‌اند. فرایند حذف ساختاری از قواعد نظام صوتی زبان تبعیت می‌کند که بر ترکیب آواها در زنجیره گفتار حاکم هستند؛ بدین شرح که هر وقت در ترکیب آواها با یکدیگر یک جور همنشینی میان واحدهای زنجیری بوجود آید که یا خلاف نظام صوتی زبان باشد یا طبق طبیعت آوایی زبان ثقیل پنداشته شود. برای رفع این ایراد، از زنجیره گفتار یک واحد آوایی حذف می‌گردد. در فارسی ظاهراً حذف همخوان پایانی /r/ از واژگان پرتکراری که هجای پایانی آنها cvcc و طویل است، بخاطر ثقیل بودنشان در قیاس با طبیعت آوایی این زبان است و نه نشئت‌گرفته از نظام صوتی فارسی. برای نمونه، کلمه صَبر در فارسی پیش از همخوان به شکل صَب ادا می‌شود. غیر از این دو رویه مواردی استثنا از حذف نیز هست که توجیهی برای آنها وجود ندارد. مانند حذف /e/ از بِنِشین و تبدیل آن به بِنشین و حذف /n/ از همین کلمه و تبدیل آن به بشین.